# 山牛蒡
山牛蒡（学名：Synurus deltoides）是菊科山牛蒡属的植物。分布于俄罗斯、蒙古、日本、朝鲜以及中国大陆的浙江、四川、吉林、湖北、安徽、辽宁、内蒙古、江西、河北、黑龙江等地，生长于海拔550米至2,200米的地区，多生长在林下、山坡林缘以及草甸，目前尚未由人工引种栽培。
垂序商陸（學名：Phytolacca americana，又稱美洲商陸）的根類似山牛蒡，曾發生有誤認為山牛蒡食用而導致中毒的案例。